# Mademoiselle Denain
Pauline-Léontine-Elisabeth-Désirée Mesnage dite Mademoiselle Denain née le 6 décembre 1823 à Paris et morte le 4 octobre 1892 à Clichy, est une actrice française.

## Biographie
Élisabeth Désirée Mesnage naît le 6 décembre 1823 au domicile de sa mère, situé rue d'Amboise, dans l'ancien 2ème arrondissement de Paris. Ses parents, René Désiré Mesnage, notaire à Lusigny, et Élisabeth Constance Denain, couturière, ne sont pas mariés. Le père transmet cependant son nom à son enfant, en ayant signé une déclaration de reconnaissance trois mois avant la naissance de sa fille. 
A l'issue de ses études au Conservatoire, où elle a suivi l'enseignement du comédien Samson, Élisabeth Mesnage est gratifiée du premier prix de Comédie en 1840. 
Elle débute à la Comédie-Française en 1840, dans le rôle d'Agnès dans L’École des femmes de Molière. Sociétaire en 1846. Retirée en 1856.
Sa fille, Léontine Estelle Denain, épousera le compositeur Léo Delibes.
A sa mort, elle lègue sa propriété de Clichy à l'Assistance publique. 

## Théâtre

### Carrière à la Comédie-Française
Entrée en 1840
Nommée 264e sociétaire en 1846
Départ en 1856
(source : Base documentaire La Grange sur le site de la Comédie-Française)
- 1840 : Le Barbier de Séville de Beaumarchais : Rosine
- 1840 : Les Plaideurs de Jean Racine : Isabelle
- 1841 : Le Mariage de Figaro de Beaumarchais : Fanchette
- 1841 : Le Second mari de Félix Arvers : Isaure
- 1841 : Tartuffe de Molière : Mariane
- 1841 : Phèdre de Jean Racine : Panope, puis Ismène
- 1841 : Andromaque de Jean Racine : Céphise
- 1841 : Arbogaste de Jean-Pons-Guillaume Viennet : Pharamond
- 1842 : Monsieur de Maugaillard de Joseph-Bernard Rosier et Auguste Arnould : Marie
- 1842 : Le Misanthrope de Molière : Eliante
- 1842 : Oscar ou le Mari qui trompe sa femme d'Eugène Scribe et  Charles Duveyrier : Juliette
- 1842 : Iphigénie de Jean Racine : Iphigénie
- 1842 : Un veuvage de Joseph-Isidore Samson : Cécile
- 1842 : Le Dernier marquis de Hippolyte Romand : Louise
- 1842 : Le Célibataire et l'homme marié d'Alexis-Jacques-Marie Vafflard et Fulgence de Bury : Elise
- 1842 : Le Fils de Cromwell d'Eugène Scribe : Hélène
- 1843 : Les Burgraves de Victor Hugo : Régina
- 1843 : L'Art et le métier de Victor Masselin et Xavier Veyrat : Elise
- 1843 : Judith de Delphine Gay : une israélite
- 1843 : Les Grands et les petits de Charles-Jean Harel : Antonia
- 1843 : Iphigénie de Jean Racine : Egine
- 1843 : George Dandin de Molière : Angélique
- 1843 : Les Deux ménages de Louis-Benoît Picard, Alexis-Jacques-Marie Vafflard et Fulgence de Bury : Mme de Montalant
- 1844 : Un ménage parisien de Jean-François-Alfred Bayard : Henriette
- 1844 : Le Mari à la campagne de Jean-François-Alfred Bayard et Augustin-Jules de Wailly : Mme de Nohan
- 1845 : Madame de Lucenne d'Aglaé Conte : Zoé
- 1845 : Une soirée à la Bastille d'Adrien Decourcelle : Mlle Delaunay
- 1845 : La Tour de Babel de Pierre-Chaumont Liadières : Artémise
- 1845 : Une confidence de Charles Potron : la baronne
- 1845 : L'Enseignement mutuel de Charles-Louis-François Desnoyer : Amélie
- 1845 : Corneille et Rotrou de Ferdinand de Laboullaye et Eugène Cormon : Julie
- 1845 : Le Misanthrope de Molière : Célimène
- 1846 : Les Spéculateurs d'Armand Durantin et Émile Fontaine : Clotilde
- 1846 : Madame de Tencin de Marc Fournier et Eugène de Mirecourt
- 1846 : Don Gusman ou la Journée d'un séducteur d'Adrien Decourcelle : Léna
- 1847 : Un coup de lansquenet de Léon Laya : Mme d'Origny
- 1847 : Un château de cartes de Jean-François-Alfred Bayard : la baronne
- 1847 : Tartuffe de Molière : Elmire
- 1848 : Le roi attend de George Sand : Mlle Du Parc
- 1848 : La Rue Quincampoix de Jacques-François Ancelot : la marquise
- 1848 : Les Portraits d'Adrien Decourcelle et Théodore Barrière : la marquise
- 1848 : Le Bachelier de Ségovie de Casimir Bonjour : la comtesse
- 1848 : Le Vrai club des femmes de Joseph Méry : Mme Desaubins
- 1848 : Le Mariage de Figaro de Beaumarchais : Suzanne
- 1849 : La Corruption d'Amédée Lefebvre : Hortense
- 1849 : La Double leçon de Jean-Baptiste-Rose-Bonaventure Violet d'Épagny : la comtesse
- 1849 : Adrienne Lecouvreur d'Eugène Scribe et Ernest Legouvé : Athénaïs
- 1850 : Une discrétion d'Édouard Plouvier : Cornélie
- 1853 : Le Lys dans la vallée de Théodore Barrière et Arthur de Beauplan d'après Honoré de Balzac : lady Arabelle Dedley
- 1853 : Dom Juan ou le Festin de pierre de Molière : Elvire

### Hors Comédie-Française
- 1872 : Doit-on le dire ? d'Eugène Labiche et Alfred Duru, théâtre du Palais-Royal : Juliette